# Argiope minuta
Argiope minuta (Japans: コガタコガネグモ, Kogatakogane-gumo) là một loài nhện trong họ Araneidae. Chúng được tìm thấy tại Nhật Bản, gồm Honshu, Shikoku, Kyushu, và Okinawa. Con trưởng thành có kích thước 8–12 mm.